# Associação RJ de Esportes
A Associação RJ de Esportes, mais conhecida RJ Vôlei,  foi uma equipe brasileira de voleibol masculino da cidade do Rio de Janeiro que atuou na Superliga Série A. A equipe foi fundada em 2011 como Associação Desportiva RJX, de propriedade do empresário Eike Batista, e batizada conforme a nomenclatura das companhias do Grupo EBX. Com a saída de Batista e do patrocínio da OBX em novembro de 2013, a equipe passou por uma séria crise, e muitos atletas deixaram o time, a equipe foi renomeada, e logo após o fim da temporada, encerrou suas atividades.

## Histórico
A cidade do Rio de Janeiro, que desde a dissolução da Olympikus em 1999 não tinha nenhuma equipe representando-a na Superliga, voltou ao circuito do voleibol masculino do Brasil com a fundação do RJX, em abril de 2011. A equipe foi parte do projeto de investimentos no voleibol do empresário brasileiro Eike Batista, e contemplava a formação de novos jogadores e a escola de voleibol do técnico da seleção brasileira masculina Bernardinho.

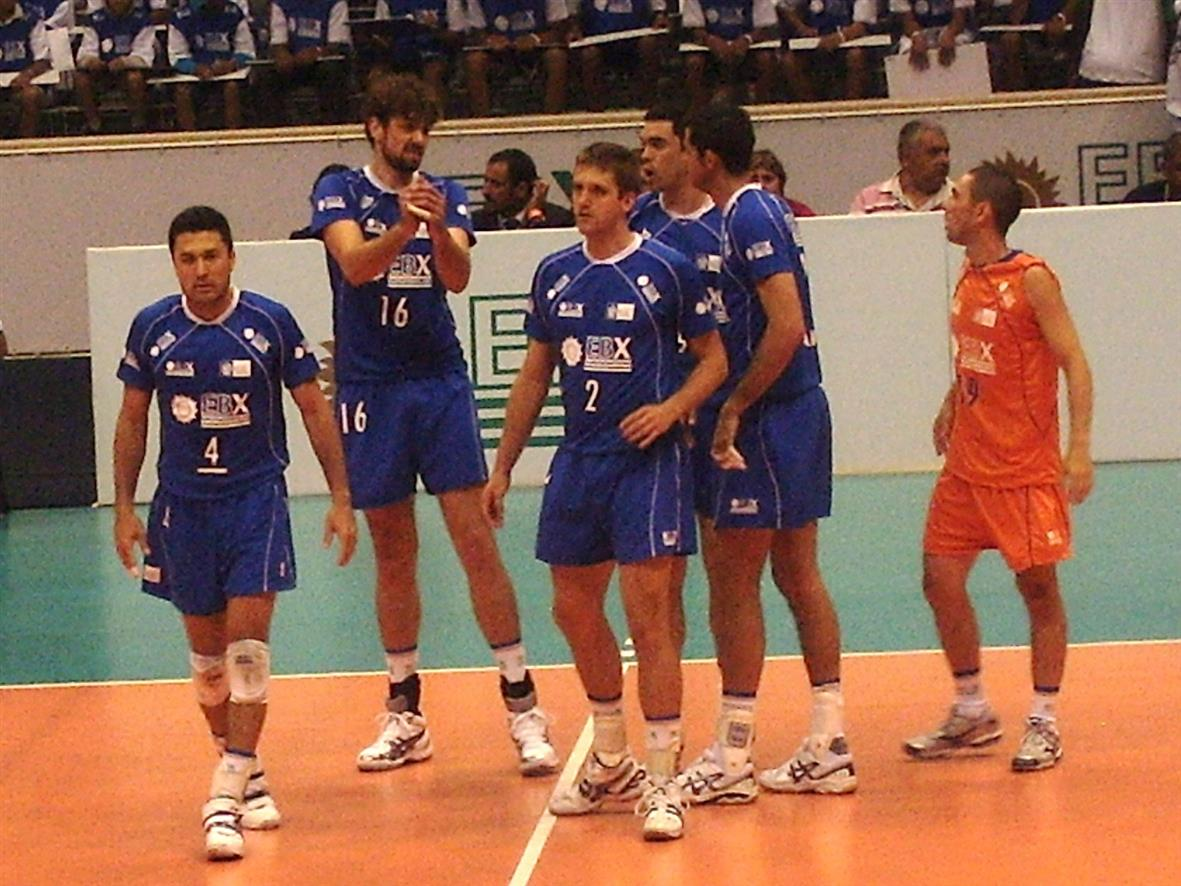
Equipe de vôlei do RJX em seu primeiro jogo, em 2011

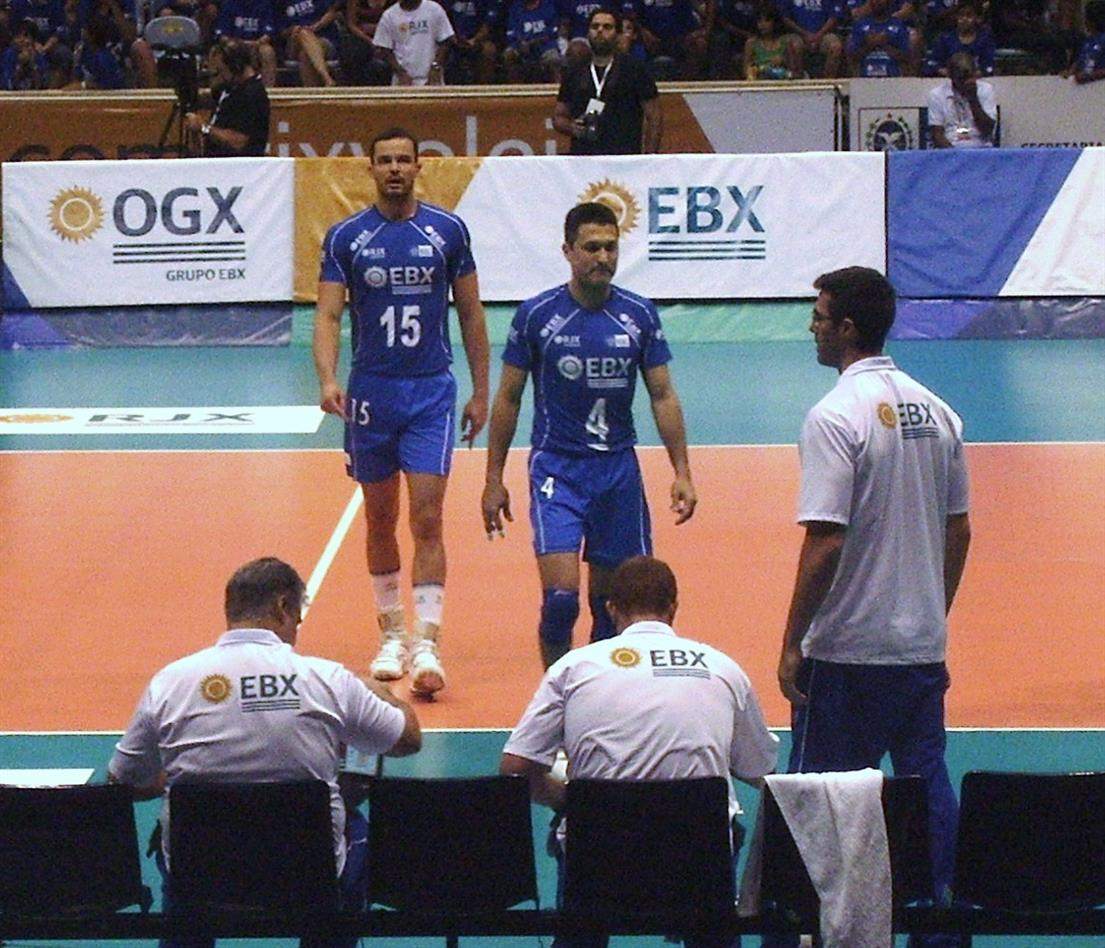
Riad e Marlon em uma partida do RJX na temporada 2011-12 da Superliga Masculina

Já em sua primeira temporada a equipe contava com jogadores de grande renome, como Lucão, Marlon, Dante e Théo, todos com títulos conquistados pela seleção brasileira. No Campeonato Carioca 2011 os comandados do técnico Marcos Miranda conquistaram seu primeiro título, batendo o Volta Redonda na decisão por 3 sets a 1. Na Superliga 2011/2012 a equipe teve dificuldades na primeira fase, terminando-a na sétima colocação. Nas quartas-de-final o time fluminense surpreendeu o então campeão Sesi-SP eliminando-o na série melhor-de-três por 2-0. Contra o Vôlei Futuro nas semifinais, porém, veio a eliminação por 2-1 na melhor-de-três e a quarta colocação geral no torneio. Na segunda temporada, a RJX foi campeã da Superliga diante do Minas Tênis Clube. Foi o primeiro título carioca da Superliga em 32 anos.
Em agosto de 2013, a equipe foi renomeada Associação RJ de Esportes e se mudou para o  Tijuca Tênis Clube, com apenas alguns jogos no Maracanãzinho. A estatal Furnas assinou parceria com a equipe. Em novembro de 2013, em meio à crise no Grupo EBX a OGX retirou o patrocínio da equipe. O clube foi então rebatizado RJ Vôlei, com o diretor José Inácio Salles explicando que "RJX" provinha dos naming rights comprados pela OGX. Com menos dinheiro em caixa, o clube acabou atrasando salários e perdendo o central Maurício Souza para o voleibol turco e o capitão Bruninho para o italiano Modena. O ponteiro Thiago Sens também abandonou o time para jogar no Al Jazira Club de Abu Dhabi. O RJ Vôlei planeja entrar na justiça contra a OBX pela empresa ter abandonado o projeto sem aviso prévio. Em fevereiro de 2014 o RJ Vôlei tinha apenas dez jogadores, com uma tentativa de contratar novos nomes sendo vetada pelas outras equipes,
e o central Rodrigão abandonando em prol de um time do Irã por um mês.
Apesar das dificuldades o RJ Vôlei conseguiu se classificar para a segunda fase da Superliga ao terminar em quinto lugar. Nas quartas de final, o clube foi eliminado pelo Minas em dois jogos. Salles havia renovado contrato com Furnas, buscando parceiros para manter a equipe financialmente viável. Porém em junho o técnico Marcelo Fronckowiak deixou a equipe para treinar um clube russo, e no mês seguinte a equipe não constava mais entre os participantes da Superliga.

## Títulos conquistados
- Superliga de Vôlei (1 vez): 2012/13
- Campeonato Carioca (3 vezes): 2011 , 2012 e 2013
- Copa Volta Redonda (2 vezes): 2011 e 2012

## Elenco

### Temporada 2013/2014
Relacionados para disputar a Superliga Série A 2013/2014 pelo RJ Vôlei :